# ゾンド5号
ゾンド5号（ゾンド5ごう、露:Зонд-5、英:Zond 5）は、1968年にソビエト連邦によって打ち上げられた無人宇宙船。月有人飛行に使用する宇宙船の試験飛行で、月をスイングバイして地球に帰還した。

## 設計
ソ連はアメリカのアポロ計画に対抗してL1計画（有人月接近飛行）とL3計画（有人月着陸）を進めていた。このうちL1計画の中核となる宇宙船がソユーズ7K-L1だった。
7K-L1は他の型式のソユーズと共通した設計を持ち、宇宙飛行士が乗り込む帰還船と、太陽電池パネルやロケットエンジンを搭載した機械船との2つのモジュールから構成されていた。大気圏突入前に帰還船と機械船を切り離し、帰還船のみが着陸した。他のソユーズと異なり軌道船は装備していなかった。

## 飛行
ゾンド5号は無人だったが、リクガメ（ロシアリクガメ）・ショウジョウバエ・ミールワーム、植物・種子（winter and spring wheat, barley, bean, pine, pea）、細菌や、放射線検出器を取り付けた等身大の人形が乗っていた。
1968年9月14日、ゾンド5号はバイコヌール宇宙基地からプロトンロケットによって打ち上げられた。宇宙船は宇宙待機軌道を経て月へ向かった。途中で姿勢制御センサーが故障して予備に切り替えた。
9月18日、ゾンド5号は月をスイングバイして帰路に就いたが、その間に予備の姿勢制御センサーも故障した。このため大気を水切り飛行しながら着陸する方法を諦め、直接大気圏に突入することになった。
9月21日、ゾンド5号は大気圏に突入した。高度7kmでパラシュートが展開し、予備地域として設定されていたインド洋へ着水した後、配置されていたソ連艦船によって回収された。生物は無事であり、カメの体重は飛行前と比べ1割ほど減少していたものの、食欲が減退している様子はなかった。